# 宮之城線
宮之城線（みやのじょうせん）は、かつて鹿児島県川内市（現・薩摩川内市）の川内駅から同県大口市（現・伊佐市）の薩摩大口駅までを結んでいた、日本国有鉄道（国鉄）の鉄道路線（地方交通線）である。国鉄再建法の施行により第2次特定地方交通線に指定され、国鉄分割民営化を約3か月後に控えた1987年（昭和62年）1月10日に全線廃止となった。

## 路線データ
- 管轄（事業種別）：日本国有鉄道
- 区間（営業キロ）：川内 - 薩摩大口 66.1km
- 軌間：1067mm
- 駅数：20（起終点駅含む）
- 複線区間：なし（全線単線）
- 電化区間：なし（全線非電化）
- 閉塞方式：通票閉塞式

## 運行形態
開業時より普通列車のみが運転されており、1983年8月時点では下り7本・上り5本の川内 - 薩摩大口間の全区間を運転する列車のほか、川内発の薩摩永野、宮之城、薩摩鶴田間、宮之城発の薩摩大口、薩摩鶴田間、針持 - 薩摩大口間の区間運転列車が設定されていた。
1983年8月当時の運転状況
- 川内 - 薩摩大口間 下り7本、上り5本
- 川内 → 薩摩鶴田 朝1本
- 川内 - 薩摩永野間 下り夜1本、上り朝1本
- 針持 - 薩摩大口間（休日運休） 下り3本（朝2本、夕1本）、上り2本（朝夕各1本）
- 宮之城 → 川内 3本
- 薩摩鶴田 → 宮之城 朝1本
- 薩摩大口 → 宮之城 夜1本

### 廃止時の使用車両
いずれも気動車
- キハ40系
- キハ52系

## 歴史

### 川宮鉄道設立から工事中止そして解散
- 1913年（大正2年）：川宮鉄道株式会社が設立される[1]。
- 1917年（大正6年）：川内 - 樋脇間の線路敷設工事に着手[1]。
- 1921年（大正10年）：第一次世界大戦の資材値上がり等により工事中止。同年2月に川宮鉄道株式会社が解散[1]。

### 国有化以降

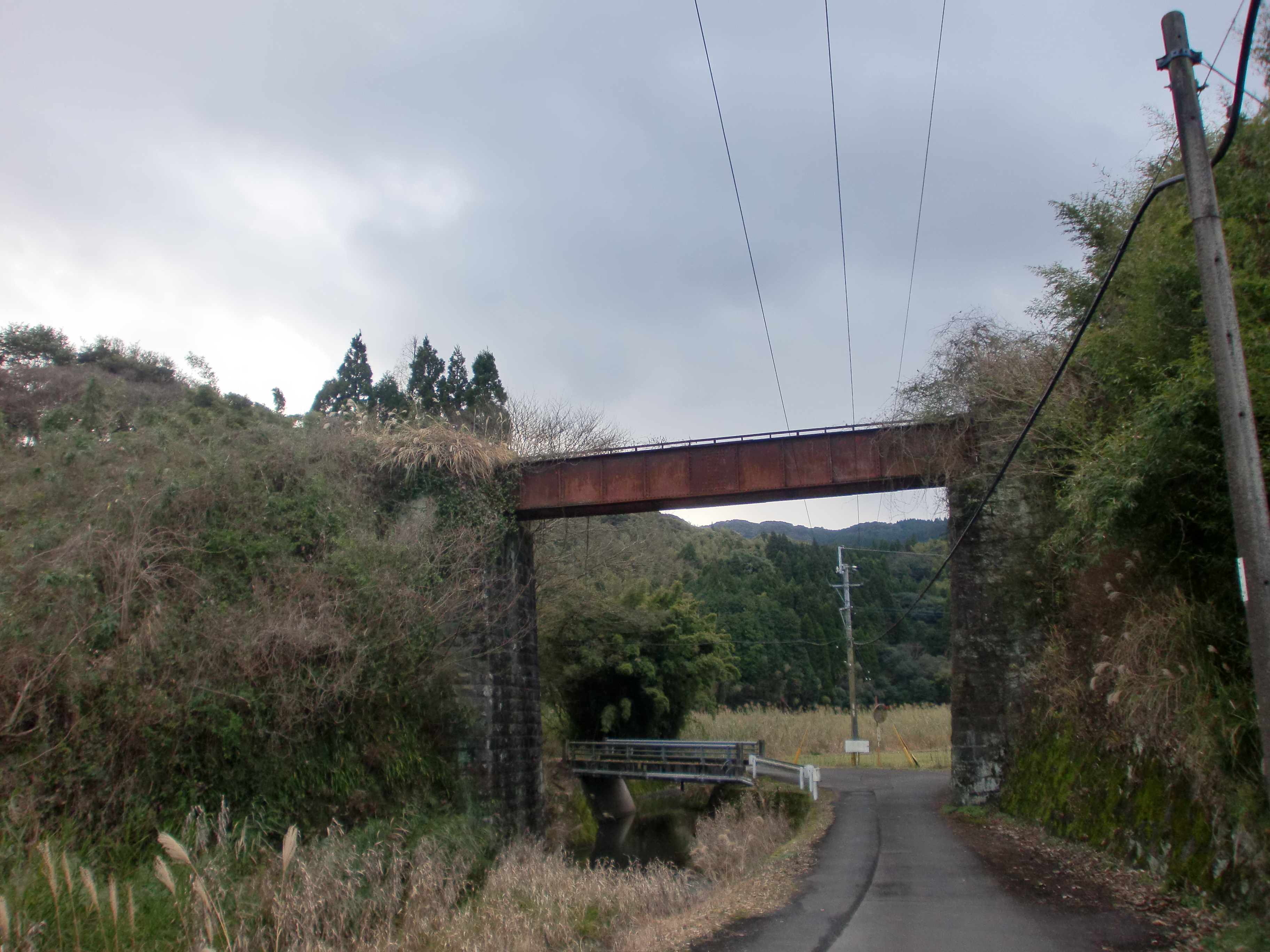
廃止後も現存する鉄橋（吉野山-楠元間）

- 1923年（大正12年）：川内 - 大口間の建設線の一部として既に建設されていた部分を国有化し[1]、大川線（後に宮之城線に改称）として7月より工事に着工[2]。
- 1924年（大正13年）10月20日：【開業】宮之城線 川内町 - 樋脇間 (13.4km)  【駅新設】楠元駅、吉野山駅、樋脇駅[3]
- 1926年（大正15年）5月8日：【延伸開業】樋脇 - 宮之城間 (15.9km) [4] 【駅新設】入来駅、薩摩山崎駅、宮之城駅
- 1934年（昭和9年）
  - 7月8日：【延伸開業】宮之城 - 薩摩鶴田間 (7.6km)  【駅新設】佐志駅、薩摩湯田駅、薩摩鶴田駅[5]
  - 7月8日：ガソリンカー運転開始。
- 1935年（昭和10年）
  - 6月9日：【延伸開業】薩摩鶴田 - 薩摩永野間 (10.6km)  【駅新設】薩摩求名駅、薩摩永野駅[6]
  - 8月28日：【駅新設】広橋駅[7]
- 1936年（昭和11年）
  - 3月20日：【駅新設】薩摩白浜駅[8]
  - 6月5日：【駅新設】船木駅[4]。
- 1937年（昭和12年）12月12日：【延伸開業】薩摩永野 - 薩摩大口間 （18.6km、宮之城線全通） 【駅新設】針持駅・西太良駅・羽月駅[9]。
- 1940年（昭和15年）10月1日：【駅名改称】川内町駅→川内駅
- 1945年（昭和20年）6月20日：【駅休止】薩摩白浜駅[10]
- 1947年（昭和22年）2月11日：【駅再開】薩摩白浜駅[11]。
- 1958年（昭和33年）2月1日：ディーゼルカー運転開始。
- 1959年（昭和34年）11月23日：【駅新設】上樋脇駅[12]。
- 1974年（昭和49年）12月16日：蒸気機関車運転廃止。
- 1984年（昭和59年）6月22日：第2次特定地方交通線として廃止承認。
- 1986年（昭和61年）11月1日：全線 (66.1km) の貨物営業を廃止。
- 1987年（昭和62年）1月10日：全線 (66.1km) を廃止[13]し、バス路線に転換（入来を経由しない川内 - 宮之城および川内 - 入来が林田産業交通[13]（林田バス・現いわさきバスネットワーク）、入来 - 宮之城がJR九州バス、宮之城 - 薩摩大口が南国交通[13]）。

## 駅一覧
接続路線の事業者名・駅の所在地は宮之城線廃止時点のもの。全駅が鹿児島県内に所在。
- 川内市・樋脇町・入来町は現・薩摩川内市、宮之城町・鶴田町・薩摩町は現・さつま町、大口市は現・伊佐市。

| 駅名       | 営業キロ | 営業キロ | 接続路線                 | 所在地 | 所在地   |
| 駅名       | 駅間     | 営業     | 接続路線                 | 所在地 | 所在地   |
| ---------- | -------- | -------- | ------------------------ | ------ | -------- |
| 川内駅     | -        | 0.0      | 日本国有鉄道：鹿児島本線 | 川内市 | 川内市   |
| 薩摩白浜駅 | 5.1      | 5.1      |                          | 川内市 | 川内市   |
| 楠元駅     | 1.4      | 6.5      |                          | 川内市 | 川内市   |
| 吉野山駅   | 3.8      | 10.3     |                          | 川内市 | 川内市   |
| 樋脇駅     | 3.1      | 13.4     |                          | 薩摩郡 | 樋脇町   |
| 上樋脇駅   | 2.2      | 15.6     |                          | 薩摩郡 | 樋脇町   |
| 入来駅     | 3.1      | 18.7     |                          | 薩摩郡 | 入来町   |
| 薩摩山崎駅 | 4.7      | 23.4     |                          | 薩摩郡 | 宮之城町 |
| 船木駅     | 3.0      | 26.4     |                          | 薩摩郡 | 宮之城町 |
| 宮之城駅   | 2.9      | 29.3     |                          | 薩摩郡 | 宮之城町 |
| 佐志駅     | 3.1      | 32.4     |                          | 薩摩郡 | 宮之城町 |
| 薩摩湯田駅 | 1.9      | 34.3     |                          | 薩摩郡 | 宮之城町 |
| 薩摩鶴田駅 | 2.6      | 36.9     |                          | 薩摩郡 | 鶴田町   |
| 薩摩求名駅 | 3.6      | 40.5     |                          | 薩摩郡 | 薩摩町   |
| 広橋駅     | 2.7      | 43.2     |                          | 薩摩郡 | 薩摩町   |
| 薩摩永野駅 | 4.3      | 47.5     |                          | 薩摩郡 | 薩摩町   |
| 針持駅     | 7.4      | 54.9     |                          | 大口市 | 大口市   |
| 西太良駅   | 4.6      | 59.5     |                          | 大口市 | 大口市   |
| 羽月駅     | 2.8      | 62.3     |                          | 大口市 | 大口市   |
| 薩摩大口駅 | 3.8      | 66.1     | 日本国有鉄道：山野線     | 大口市 | 大口市   |

## 代替バス
鹿児島交通と南国交通が廃線区間を代替する路線バスを運行している。
2024年時点では以下の設定がある。
- 川内 - 宮之城間（鹿児島交通）：平日1日7.5往復、土曜1日4.5往復、日・祝日1日2往復

上記のバスは川内と宮之城を最短で結ぶ経路を取り、宮之城線のルートは辿らない。宮之城線の各駅に沿うルートとして、川内 - 入来間に薩摩川内市が運行する市内横断シャトルバス、入来 - 宮之城間に鹿児島交通の路線の設定がある。
- 宮之城 - 大口間（南国交通）：平日1日6往復、土日祝日1日4往復

上記のバスが経由しない広橋・永野方面へは宮之城から1日2往復、佐志へは平日のみ1日1往復の設定。このほかさつま町コミュニティバス金山線が平日1.5往復、土曜2往復運行（日曜運休）。